# Bohuslav Knoesl
Bohuslav Knoesl (13. února 1873 Praha – 9. října 1958 Praha) byl český úředník, básník a spisovatel.

## Život
Narodil se v rodině obchodníka Antonína Knösla (1841) a Marie Knöslové-Neradové (1845). Měl sestru Jiřinu (1880).
Byl účetním ředitelem poštovního ředitelství v Praze.
… byl básníkem jemného, tichého a nebojovného ducha. Vyšel z důvěrné blízkosti J. Vrchlického a J. Zeyera, proto je mu obsahem, smyslem a posvěcením života kult krásy povýšené nade vše...
Jaroslav Kunc
Působil v Moderní revui a v Lumíru, balancoval mezi dekadencí a Vrchlickým, později, v období životní rezignace přechází z pozice ilusionisty do polohy parnasisty.
Bydlel v Praze XVI Smíchov, na adrese Jeronymova 33.

## Dílo

### Básně
- Martyrium touhy – Praha: Moderní Revue, 1896
- Hříčky s nebem i srdcem – Praha: Jaroslav Bursík a František Kohout, 1905
- Ozvěny a nápěvy – Praha: Jan Otto, 1919
- Oblaka a krystaly – Praha: B. M. Klika, 1925
- Ostrovy a oasy – Praha: Jaroslav Picka, 1947

### Próza
- O hvězdách, knihách a Sibyllách – doslov Karel Krejčí: Básník Bohuslav Knoesl; kresby Karel Müller. Praha: Československý spisovatel, 1957

### Jiné
- Soubor literárních prací a studií vztahujících se k dílu a osobě Jaroslava Vrchlického vydaných Společností Jaroslava Vrchlického za rok 1938–1941 – redakce: Jaromír Borecký, Václav Brtník a Bohuslav Knoesl. Praha: Česká grafická Unie, 1942
- Vzájemná korespondence – Jaroslav Vrchlický, Eduard Albert; Bohuslav Knoesl připravil k vydání a napsal poznámky; redakce a úvod Josef Hrabák. Praha: ČSAV, 1954